# Michelle Lukes
Pour les articles homonymes, voir Lukes.
Michelle Lukes, née le 24 février 1984, est une actrice britannique principalement connue pour ses rôles dans Strike Back (Julia Richmond) et dans Doctors (Lisa Torres). Elle a également tenu des rôles pour le Royal National Theatre, la Royal Shakespeare Company, la Salisbury Playhouse et le Bristol Old Vic.

## Filmographie
- 2008 : Casualty
- 2009-2001 : Doctors
- 2011-2015 : Strike Back
- 2025 : NCIS : Enquêtes spéciales